# .pm
.pm ist die länderspezifische Top-Level-Domain (ccTLD) von Saint-Pierre und Miquelon. Sie wurde am 20. August 1997 eingeführt und wird von der Association Française pour le Nommage Internet en Coopération verwaltet.

## Eigenschaften
Für .pm gelten seit Dezember 2011 dieselben Regularien wie für .fr. Das heißt, dass jede natürliche oder juristische Person mit Sitz in der Europäischen Union, Island, Liechtenstein, Norwegen oder der Schweiz eine .pm-Domain registrieren darf. Bei Franzosen verlangt die Vergabestelle die Angabe von Geburtstag und Geburtsort sowie Postleitzahl, von Ausländern werden lediglich Geburtsdatum und Land abgefragt.